# Водосховище з лісонасадженнями навколо
Водосховище з лісонасадженнями навколо — ландшафтний заказник місцевого значення. Об'єкт розташований на території Приморського району Запорізької області, на північ від села Болгарка, Приморське лісництво, квартали № 3, 4.
Площа — 215 га, статус отриманий у 1984 році.